# Demokratiska allianspartiet
Demokratiska allianspartiet (albanska: Partia Aleanca Demokratike) är ett liberalt politiskt parti i Albanien. Partiet bildades 1992 av Neritan Ceka och andra avhoppare från Albaniens demokratiska parti, som ogillade Sali Berishas autokratiska sätt att styra Albanien under hans presidenttid mellan åren 1992 och 1997. I parlamentsvalet 2001 och 2005 fick partiet 3 mandat i parlamentet av totalt 140 mandat.
Partiet är medlem i ELDR.